# Landschap bij nacht
Landschap bij nacht, ook Zomernacht genoemd, is een schilderij van de Nederlandse schilder Piet Mondriaan in het Kunstmuseum Den Haag.

## Voorstelling
Het stelt een rivierlandschap bij maanlicht voor, waarschijnlijk in de omgeving van Amsterdam. Mondriaan schilderde vaker nachtelijke landschappen. Later, toen hij in New York woonde, schreef Mondriaan dat hij het liefst schilderde ‘bij grijs, donker weer of in zeer sterk zonlicht, wanneer de dichtheid van de atmosfeer de details aan het gezicht onttrekt en de grote contouren van de dingen accentueert. Dikwijls maakte ik schetsen bij maanlicht, koeien [...] in vlakke Hollandse weilanden’.

## Datering
Het wordt door Robert Welsh en Joop Joosten 1907 gedateerd.

## Herkomst
Het werk is afkomstig uit de verzameling van Eduard van Dam in Amsterdam. Op 29 oktober 1929 werd het geveild tijdens de verkoping van de verzameling van de ‘Wed. van Dam-Rozendaal’ bij veilinghuis Mensing in Amsterdam. In 1967 werd het gekocht door het Gemeentemuseum Den Haag.